# Титан (Запоріжжя)
Футбольний клуб «Титан» або просто «Титан»  — радянський футбольний клуб з міста Запоріжжя.

## Історія
Футбольна команда «Титан» (Запоріжжя) заснована у місті Запоріжжя та представляла місцевий Титано-рудний комбінат. Команда виступала в чемпіонаті та кубку Запорізької області. У 1965 році виступав у Кубку Української РСР, вийшов у фінал, де обіграв львівський ЛВВПУ (2:1). Потім продовжував виступати в чемпіонатах та кубках Запорізької області, допоки його не розформували.

## Досягнення
- Кубок УРСР
  -  Володар (1): 1965

- Чемпіонат Запорізької області
  -  Чемпіон (5): 1967, 1970, 1971, 1977, 1980

- Перша ліга чемпіонату Запорізької області
  -  Чемпіон (1): 1985

- Кубок Запорізької області
  -  Володар (4): 1964, 1965, 1966, 1969
  -  Фіналіст (1): 1978